# Rande naslepo (film, 2017)
Rande naslepo (v německém originále Mein Blind Date mit dem Leben) je německý životopisný film z roku 2017 režiséra Marca Rothemunda. Zápletka je založena na stejnojmenné knize, kterou napsal Saliya Kahawatte. V hlavních rolích se objevili Kostja Ullmann, Jacob Matschenz a Anna Maria Mühe. Film měl premiéru v německých kinech dne 26. ledna 2017. 

## Synopse
Saliya Kahawatte se připravuje na maturitu, ale má stále větší potíže se zrakem. Na vyšetření zjistí, že trpí vzácným onemocněním a musí podstoupit okamžitou operaci očí, aby mu zůstaly alespoň zbytky zraku. Přesto však chce dokončit své středoškolské studium, což se mu po velkém úsilí povede. Jeho velkým snem je získat výuční list v luxusním hotelu. Pošle mnoho žádostí, ale všude ho odmítají kvůli jeho zdravotnímu postižení. A tak se rozhodne své postižení zamlčet a předstírat, že normálně vidí. 

## Obsazení
| Kostja Ullmann      | Saliya Kahawatte    |
| Jacob Matschenz     | Max                 |
| Herbert Forthuber   | pan Kolditz         |
| Rouven Blessing     | učeň                |
| Kida Khodr Ramadan  | Hamid               |
| Ludger Pistor       | vyučující Döngen    |
| Anna Maria Mühe     | Laura               |
| Uwe Preuss          | oční lékař          |
| Johann von Bülow    | Kleinschmidt        |
| Michael A. Grimm    | hlavní kuchař Krohn |
| Alexander Held      | Fried               |
| Rainer Reiners      | učitel němčiny      |
| Nilam Farooq        | Sheela              |
| Ricardo Ewert       | student             |
| Kim Girschner       | host hotelu         |
| Samira El Ouassil   | Jala Asgari         |
| Jackie Hill         | lékař               |
| Peter Lewys Preston | Valentin            |
| Sylvana Krappatsch  | Dagmar              |
| Michael Koschorek   | Tim Wasmuth         |
| Saliya Kahawatte    | on sám              |